# كوبي جونز (لاعب كرة قدم)
كوبي جونز (بالإنجليزية: Coby Jones)‏ هو لاعب كرة قدم أمريكي، ولد في 15 أغسطس 2003 في توبيكا في الولايات المتحدة.